# Cinema RealD
El RealD és un sistema de projecció de cinema 3D estereoscòpic digital. Per tal d'oferir la sensació 3D, aquest sistema no requereix dos projectors sinó de només un. D'aquesta manera les sales de cinemes convencionals poden oferir cinema 3D sense necessitat de realitzar una gran despesa. Així i tot aquest nou sistema fa encara necessari que el públic es posi les ulleres polaritzadores i la velocitat de reproducció augmenta fins a les 144 imatges/segon.

## Funcionament
Per tal d'obtenir la tridimensionalitat el RealD utilitza les mateixes tècniques ja conegudes fins ara: oferir a cada ull una imatge lleugerament diferent a la de l'altre ull fent que el cervell les interpoli obtenint una imatge final amb sensació de profunditat. Si bé el sistema no aporta res de nou, la gràcia és veure com ho fa.
Les sales que oferien cinema 3D requerien dos projectors que reproduïen imatges preses en dues càmeres simulant la captació del SVH. Un projector projecta la llum amb una polarització de +45° respecte a l'horitzontal i l'altra projector amb una polarització de -45°. L'espectador porta unes ulleres amb polaritzadors creuats de la mateixa manera de forma que cada ull només veu la imatge d'un dels projectors. És el cervell qui s'encarrega d'interpolar aquestes dues imatges oferint la sensació 3D.
En el RealD l'espectador necessita portar també ulleres però n'hi ha prou amb un únic projector. Aquest projecta de forma alternativa la informació que ha d'anar cap a l'ull dret i cap a l'ull esquerre. Per tal que cada ull només vegi la imatge que li pertoca el projector està equipat amb una lent polaritzadora de cristall líquid capaç de polaritzar de diferent manera la llum que passa a través seu. La polarització d'aquesta lent canvia de forma sincronitzada amb les imatges que es projecten alternativament). La manera polarització de les imatges és, en aquest cas, circular, dextrògira i levògira.
La pantalla sobre la qual es fa la projecció no pot ser com les convencionals. Ha de ser capaç no només de reflectir la llum sinó de mantenir-ne també la polarització. Per això s'utilitzen pantalles platejades.

## Taxes de reproducció
El cinema actual reprodueix 24 imatges/segon. Segons les lleis de la persistència visual les quals ens diuen que per no percebre parpelleig a la pantalla, la freqüència de reproducció ha de ser superior a les 40 imatges/segon; es fa evident que una reproducció a 24 imatges segon es percebria parpelleig. Per tel de solucionar el problema cada imatge es mostra doscops fent que l'espectador vegi 48 imatges/segon. Tot i així podem trobar sistemes que repeteixin cada imatge tres cops fent que la taxa augmenti fins a 72 imatges/segon (valor molt per sobre del llindar).
En el sistema realD s'ha de continuar complint aquest compromís. En aquest sistema tindrem que cada ull veurà imatges a una freqüència la meitat de la de reproducció. Per tant, per garantir la correcta visualització, la velocitat mínima de reproducció d'imatges és de 80 imatges/segon.

Distribució temporal de les imatges en el sistema REALD

Per fugir del llindar crític el sistema reprodueix 144 imatges/segon, sis vegades per sobre les 24 imatges/segon. Cada 1/24 segons, es mostren alternativament 3 imatges repetides d'informació per l'ull dret i tres més per l'ull esquerre. D'aquesta manera cada ull veu 72 imatges/segon. Una seqüència d'imatges que el cervell percebrà com a lliure de parpelleigs. Aquesta freqüència de 72Hz és la mateixa en què el polaritzador situat al projector haurà d'alternar la polarització de la llum que passa a través seu.
|                              | Cinema 2D convencional | Cinema 3D convencional | RealD                                |
| ---------------------------- | ---------------------- | ---------------------- | ------------------------------------ |
| Imatges/segon reproduïdes    | 48                     | 48                     | 144*                                 |
| Imatges/segon diferents      | 24                     | 24                     | 24                                   |
| NºRepeticions de cada imatge | 2cops**                | 2cops**                | 3 cops ull dret, 3 cops ull esquerre |
| NºProjectors                 | 1                      | 2                      | 1                                    |

*72 per cada ull 
**Tot i així podem trobar casos que cada imatge es repeteix tres cops i el nombre d'imatges per segon arriba a les 72

## Avantatges i inconvenients del sistema.

### Avantatges
- A causa de la forma en què es polaritzen les imatges, es redueix considerablement l'efecte de "imatge fantasma" fet que es dona quan l'ull dret veu la informació de l'ull esquerre i viceversa.
- La utilització de la polarització circular permet seguir percebent la imatge 3D encara que es mogui el cap, mentre que això no era possible utilitzant polarització lineal.
- El fet d'estandarditzar el realD a les sales de cinema fa que la pirateria sigui més complicada, ja que la possible càmera personal que gravi il·legalment la pel·lícula no captarà l'efecte 3D i el vídeo resultant serà desastrós degut a l'enregistrament de les imatges per l'ull dret i l'ull esquerre.
- Per les sales convencionals de cinema no cal adquirir un doble projector per cada sala sinó afegir lleus modificacions a l'existent.

### Inconvenients
- El fet d'haver d'utilitzar dos polaritzadors (un al projector i l'altre, les pròpies ulleres) fa que la imatge captada per l'ull sigui més fosca que en el sistema convencional de cine en 2D que no s'utilitzen.
- Per solucionar aquest inconvenient s'ha d'instal·lar una pantalla que no absorbeixi gens la llum i que, a part, no alteri la forma en què està polaritzada la llum. Per això cal substituir les pantalles convencionals per unes de platejades.

## Pel·lícules
En aquest llistat apareixen les pel·lícules que s'estrenaran amb sistema 2D convencional i la seva estrena amb el sistema realD. En molts dels casos i sobretot en pel·lícules que s'estrenaran en un futur, l'aparició en els 2 formats es farà dins el mateix any. Tot i així trobem casos de pel·lícules ja estrenades que es remasteritzaran i s'editaran de nou amb el sistema realD
| Nom                                                       | Estrena original | Estrena amb sistema realD |
| --------------------------------------------------------- | ---------------- | ------------------------- |
| Chicken Little                                            | 2005             | 2005                      |
| Malson abans de nadal                                     | 1993             | 2006/2007/2008            |
| Knick Knack                                               | 1989             | 2006                      |
| Descobrint els Robinsons                                  | 2007             | 2007                      |
| Working for Peanuts                                       | 1953             | 2007                      |
| Hannah Montana & Miley Cyrus: Best of Both Worlds Concert | 2008             | 2008                      |
| Bolt                                                      | 2008             | 2008                      |
| Jonas Brothers: The 3D Concert Experience                 | 2009             | 2009                      |
| Up                                                        | 2009             | 2009                      |
| Toy Story                                                 | 1995             | 2009                      |
| Conte de Nadal                                            | 2009             | 2009                      |
| Alice in Wonderland                                       | 2010             |                           |
| Toy Story 2                                               | 1999             | 2010                      |
| Toy Story 3                                               | 2010             | 2010                      |
| La bella i la bèstia                                      | 1991             | 2010                      |
| Tangled                                                   | 2010             | 2010                      |
| Newt                                                      | 2011             | 2011                      |
| The Bear and the Bow                                      | 2011             | 2011                      |
| Cars 2                                                    | 2011             | 2011                      |
| King of the Elves                                         | 2012             | 2012                      |
| Frankenweenie (remasterització)                           | 2012             | 2012                      |